# World Golf Hall of Fame
Le World Golf Hall of Fame se situe à St. Augustine, Floride, aux États-Unis. Il présente la caractéristique assez inhabituelle par rapport aux autres Hall of Fame (ou Temples de la Renommée) qu’un seul site soit utilisé à la fois pour les femmes et pour les hommes. Il est soutenu par un consortium de 26 organisations de golf établies partout dans le monde. Tout le mobiler d'ébénisterie a été fait par une compagnie Québécoise se situant à Warwick .

Logo du World Golf Hall of Fame.

Daniel Bonnette, directeur de projet, a accompli un travail phénoménal pour le succès de cette construction.

## Histoire
À l’origine, le World Golf Hall of Fame était situé à Pinehurst (Caroline du Nord), et était exploité à titre privé par la société Diamondhead Corp., à l’époque propriétaire du Pinehurst Resort. Il fut ouvert en 1974 et comportait à l’origine 13 membres. Il s’agissait au départ d’un projet local, mais la PGA of America en reprit la gestion en 1983 et en acquis la pleine propriété en 1986.
Deux autres halls of fame ont été absorbés par le World Golf Hall of Fame. La PGA of America en avait créé un en 1940, qui fut fusionné avec celui de Pinehurst dans les années 1980. Le Hall of Fame of Women’s Golf fut créé par la LPGA en 1951, avec quatre membres enregistrées : Patty Berg, Betty Jameson, Louise Suggs et Babe Zaharias. Il fut inactif pendant plusieurs années, mais en 1967, il déménagea vers ses premiers bureaux fixes, qui se trouvaient à Augusta, Géorgie, et fut renommé le LPGA Tour Hall of Fame. En 1998, il fut fusionné avec le World Golf Hall of Fame.
En 1994, l’industrie du golf créa une association sans but lucratif appelée la World Golf Foundation en vue de promouvoir le sport et avec la création d’un Hall of Fame amélioré comme objectif principal. La construction du nouveau site à St. Augustine commença en 1996 et les nouvelles installations ouvrirent le 19 mai 1998.
De 1998 à 2018, le site est financé grâce à un contrat de sponsoring avec Shell. En 2024, le Hall of Fame retourne à Pinehurst.

## Catégories de membres
Les membres sont admis dans le Hall of Fame dans l’une des catégories suivantes : PGA Tour/Champions Tour, LPGA Tour, International, Ensemble de la carrière, Vétérans.

### Liste des membres PGA Tour/Champions Tour
Les joueurs et anciens joueurs du PGA Tour et du Champions Tours sont éligibles s’ils remplissent les conditions suivantes (depuis l’élection de 1996):
- PGA Tour
  - Âgé de 40 ans minimum
  - Membre du PGA Tour depuis dix ans
  - Dix victoires sur le PGA ou deux victoires en tournoi majeur ou au Players Championship
- Champions Tour
  - Membre du Champions Tour depuis cinq ans
  - Vingt victoire réparties sur le PGA Tour et le Champion Tour ou cinq victoires (y compris en tant que senior) dans les tournois majeurs ou au Players Championship

Pour être élu, il faut:
| Année     | % des votes valides nécessaires pour être élu                                                                           |
| --------- | --- |
| 1996-2000 | 75 % |
| 2001-2003 | 65 % |
| 2004-     | 65 %, au cas où aucun candidat n'atteindrait 65 %, le nommé qui reçoit le plus de votes avec un minimum de 50 % est élu |

Les électeurs peuvent voter pour 30 % maximum des joueurs présentés à leur suffrage. Si un joueur réunit moins de 5 % des votes pendant deux années consécutives, il est éliminé de la liste des joueurs éligibles. Les joueurs non élus peuvent rester sur la liste pendant quinze années au maximum (avant 2007, cette limite était fixée à dix ans).

### Système de points pour la LPGA
Les joueuses de la LPGA sont éligibles au travers d’un système de points. Depuis 1999, les membres de la LPGA deviennent automatiquement membres du World Golf Hall of Fame si elles remplissent ces trois critères :
- 1.	Être ou avoir été une membre active de la LPGA pendant dix ans
- 2.	Avoir gagné ou s’être vu décerner au moins un des éléments suivants: un championnat majeur, le Trophée Vare ou la distinction de Joueuse de l’Année, et
- 3.	Avoir accumulé un total de 27 points, qui sont attribués de la façon suivante : un point pour chaque victoire en tournoi officiel de la LPGA, deux points pour chaque tournoi majeur remporté et un point pour chaque Trophée Vare ou titre de Joueuse de l’Année obtenu.

### Liste internationale
Les joueurs et joueuses qui ne remplissent pas entièrement les conditions pour entrer dans la catégorie des membres des Tour PGA ou Champions ou le système de points du Tour LPGA entrent en ligne de compte pour l’élection internationale s’ils remplissent les conditions suivantes (depuis l’élection de 1996) :
- Âgé de 40 ans minimum
- Un total de 50 points gagnés de la façon suivante :
  - Messieurs
    - 6 points – Victoire en tournoi majeur
    - 4 points – Victoire au Players Championship
    - 3 points – Autre victoire sur le PGA ou le circuit Européen
    - 2 points – Victoire au Japan Golf Tour, Sunshine Tour, PGA Tour of Australia, Champions Tour
    - 1 point – Victoire dans un autre championnat national; participation à Ryder Cup ou à la Presidents Cup

  - Dames
    - 6 points – Victoire en tournoi majeur
    - 4 points – Autre victoire sur le LPGA, ou le Women Bristish Open avant 2001
    - 2 points – Victoire au LPGA of Japan ou au Ladies European Tour
    - 1 point – Autre victoire en championnat national, participation à la Solheim Cup

Pour être élu, il faut réunir le même nombre de voix que pour l’élection sur le PGA Tour.

### Ensemble de la carrière
Il existe également une catégorie de "Ensemble de la carrière" par laquelle quiconque a apporté une contribution majeure à l’organisation ou à la promotion du golf peut être sélectionné, comme c’est par exemple le cas pour Bob Hope. Ces membres sont choisis par le conseil d’administration du World Golf Hall of Fame. Bien entendu, ils ont joué au golf, et parfois non sans succès, mais ce n’est pas la façon dont ils ont joué qui leur a valu leur place dans le Hall of Fame.

### Vétérans
La dernière catégorie a été créée pour honorer les joueurs professionnels ou amateurs dont la carrière s’est terminée voici au moins trente ans. Ces membres sont tous choisis par le conseil d’administration du Hall of Fame.

## Membres
Les nouveaux membres sont intronisés chaque année en octobre et en août 2008, ils étaient au nombre de 120. Les résultats des élections sont annoncés chaque année en avril.

### Messieurs
Sauf spécification contraire, ces personnes ont été élues essentiellement sur la base de leurs succès sur les parcours. Les exceptions correspondent généralement avec des reconnaissances pour l’apport au golf, mais pas uniquement. Par exemple, Charlie Sifford fut un joueur de renom, mais fut intronisé pour son apport.
- (1974)  Walter Hagen
- (1974)  Ben Hogan
- (1974)  Bobby Jones
- (1974)  Byron Nelson
- (1974)  Jack Nicklaus
- (1974)  Francis Ouimet
- (1974)  Arnold Palmer
- (1974) Gary Player
- (1974)  Gene Sarazen
- (1974)  Sam Snead
- (1974)  Harry Vardon
- (1974)  Willie Anderson
- (1975)  Fred Corcoran - promoteur et administrateur
- (1975)  Joseph Dey - directeur exécutif de la USGA et premier commissaire du PGA Tour
- (1975)  Chick Evans
- (1975)  Tom Morris, Jr.
- (1975)  John Henry Taylor
- (1976) / Tommy Armour
- (1976)  James Braid
- (1976)  Old Tom Morris
- (1976)  Jerome Travers
- (1977)  Bobby Locke
- (1977)  John Ball
- (1977)  Herb Graffis - écrivain du golf et fondateur de la U.S. National Golf Foundation
- (1977) / Donald Ross - architecte de parcours de golf
- (1978)  Billy Casper
- (1978)  Harold Hilton
- (1978)  Bing Crosby - célébrité amateur de golf qui fonda sa propre compétition du PGA Tour event
- (1978)  Clifford Roberts - cofondateur du Augusta National Golf Club et du Masters
- (1979)  Walter Travis
- (1980)  Sir Henry Cotton
- (1980)  Lawson Little
- (1981)  Ralph Guldahl
- (1981)  Lee Trevino
- (1982)  Julius Boros
- (1983)  Jimmy Demaret
- (1983)  Bob Hope - célébrité amateur de golf qui fonda son propre tournoi du Tour
- (1986)  Cary Middlecoff
- (1987)  Robert Trent Jones, Sr. - architecte de parcours de golf
- (1988)  Bob Harlow - promoteur qui joué un rôle clé au début du développement du PGA Tour
- (1988)  Peter Thomson
- (1988)  Tom Watson
- (1989) / Jim Barnes
- (1989)  Roberto De Vicenzo
- (1989)  Raymond Floyd
- (1990)  William C. Campbell - président à deux reprises de l'USGA
- (1990)  Gene Littler
- (1990) [ Paul Runyan
- (1990)  Horton Smith
- (1992)  Harry Cooper
- (1992)  Hale Irwin
- (1992)  Chi Chi Rodriguez
- (1992)  Richard Tufts - exploita Pinehurst, fut Président de l'USGA
- (1996)  Johnny Miller
- (1997)  Severiano Ballesteros
- (1997)  Nick Faldo
- (1998)  Lloyd Mangrum
- (2000)  Jack Burke Jr.
- (2000)  Deane Beman - Commissaire du PGA Tour 1974-1994
- (2000)  Sir Michael Bonallack - Administrateur du golf britannique
- (2000)  Neil Coles premier président du PGA European Tour.
- (2000)  John Jacobs - premier directeur de l'European Tour
- (2001)  Greg Norman
- (2001)  Payne Stewart
- (2001)  Bernhard Langer
- (2001)  Allan Robertson
- (2001)  Karsten Solheim - fabricant d'équipement de golf et fondateur de la Solheim Cup
- (2002)  Ben Crenshaw
- (2002)  Tony Jacklin
- (2002)  Tommy Bolt
- (2002)  Harvey Penick - instructeur de golf
- (2003)  Nick Price
- (2003)  Leo Diegel
- (2004)  Charlie Sifford
- (2004)  Isao Aoki
- (2004)  Tom Kite
- (2005)  Bernard Darwin - écrivain du golf
- (2005)  Alister MacKenzie - Architecte de parcours de golf
- (2005)  Willie Park, Sr.
- (2006)  Vijay Singh
- (2006)  Larry Nelson
- (2006)  Henry Picard
- (2006)  Mark McCormack - Agent de sports
- (2007)  Joe Carr
- (2007)  Hubert Green
- (2007)  Charles Blair Macdonald
- (2007)  Kel Nagle
- (2007)  Curtis Strange
- (2008)  Bob Charles
- (2008)  Pete Dye - architecte de parcours de golf
- (2008)  Denny Shute
- (2008)  Herbert Warren Wind - écrivain du golf
- (2008)  Craig Wood
- (2009)  Dwight D. Eisenhower
- (2009)  Christy O'Connor
- (2009)  José Maria Olazábal
- (2009)  Lanny Wadkins
- (2011)  Ernie Els
- (2011)  Masashi Ozaki
- (2011)  Doug Ford
- (2011)  Jock Hutchison
- (2011)  Frank Chirkinian, producteur de télévision
- (2011)  George H. W. Bush
- (2012)  Phil Mickelson
- (2012)  Dan Jenkins
- (2012)  Sandy Lyle
- (2012)  Peter Alliss
- (2013)  Fred Couples
- (2013)  Ken Venturi
- (2013)  Willie Park, Jr.
- (2013)  Colin Montgomerie
- (2013)  Ken Schofield
- (2021)  Tiger Woods
- (2021)  Tim Finchem
- (2023)  Johnny Farrell
- (2023)  Padraig Harrington
- (2023)  Tom Weiskopf

### Dames
Les cinq premières dames sur cette liste y furent incorporées au départ du Hall of Fame of Women’s Golf, fondé en 1951, au travers du LPGA Tour Hall of Fame, qui fut inauguré en 1967. La liste montre les années où elles furent initialement intronisées dans le Hall of Fame of Women’s Golf. Sauf indication contraire, les dames qui figurent sur la liste ont été intronisées essentiellement pour leurs résultats sur les parcours.
- (1951)  Betty Jameson
- (1951)  Patty Berg
- (1951)  Louise Suggs
- (1951)  Mildred Didrickson Zaharias
- (1960)  Betsy Rawls
- (1964)  Mickey Wright
- (1975)  Glenna Collett-Vare
- (1975)  Joyce Wethered
- (1975)  Kathy Whitworth
- (1977)  Sandra Haynie
- (1977)  Carol Mann
- (1978) / Dorothy Campbell Hurd Howe
- (1982)  JoAnne Carner
- (1987)  Nancy Lopez
- (1991)  Pat Bradley
- (1993)  Patty Sheehan
- (1994)  Dinah Shore - célébrité intéressée dans la LPGA; fonda le Kraft Nabisco Championship qui finit par devenir un majeur de la LPGA
- (1995)  Betsy King
- (1999)  Amy Alcott
- (2000)  Beth Daniel
- (2000)  Juli Inkster
- (2000)  Judy Rankin
- (2001)  Donna Caponi
- (2001)  Judy Bell - administrateur; première dame President de l'USGA
- (2002)  Marlene Bauer Hagge
- (2003)  Hisako "Chako" Higuchi
- (2003)  Annika Sörenstam
- (2004)  Marlene Stewart Streit
- (2005)  Ayako Okamoto
- (2005)  Karrie Webb
- (2006)  Marilynn Smith
- (2007)  Se Ri Pak
- (2008)  Carol Semple Thompson
- (2012)  Hollis Stacy
- (2015)  Laura Davies
- (2017)  Meg Mallon
- (2017)  Lorena Ochoa
- (2019)  Peggy Kirk Bell
- (2019)  Jan Stephenson
- (2021)  Marion Hollins
- (2021)  Susie Maxwell Berning
- (2023)  Beverly Hanson
- (2023)  Sandra Palmer
- (2023) Fondatrices de la LPGA (non encore listées)
  -  Alice Bauer
  -  Bettye Danoff
  -  Helen Dettweiler
  -  Helen Hicks
  -  Opal Hill
  -  Sally Sessions
  -  Shirley Spork